# دوبوفکا (باشقیرستان)
دوبوفکا (انگلیسی: Dubovka, Republic of Bashkortostan) یک شهرک در شهرستان تاتیشلینسکی استان باشقیرستان کشور روسیه است.